# Akwarystyka słodkowodna

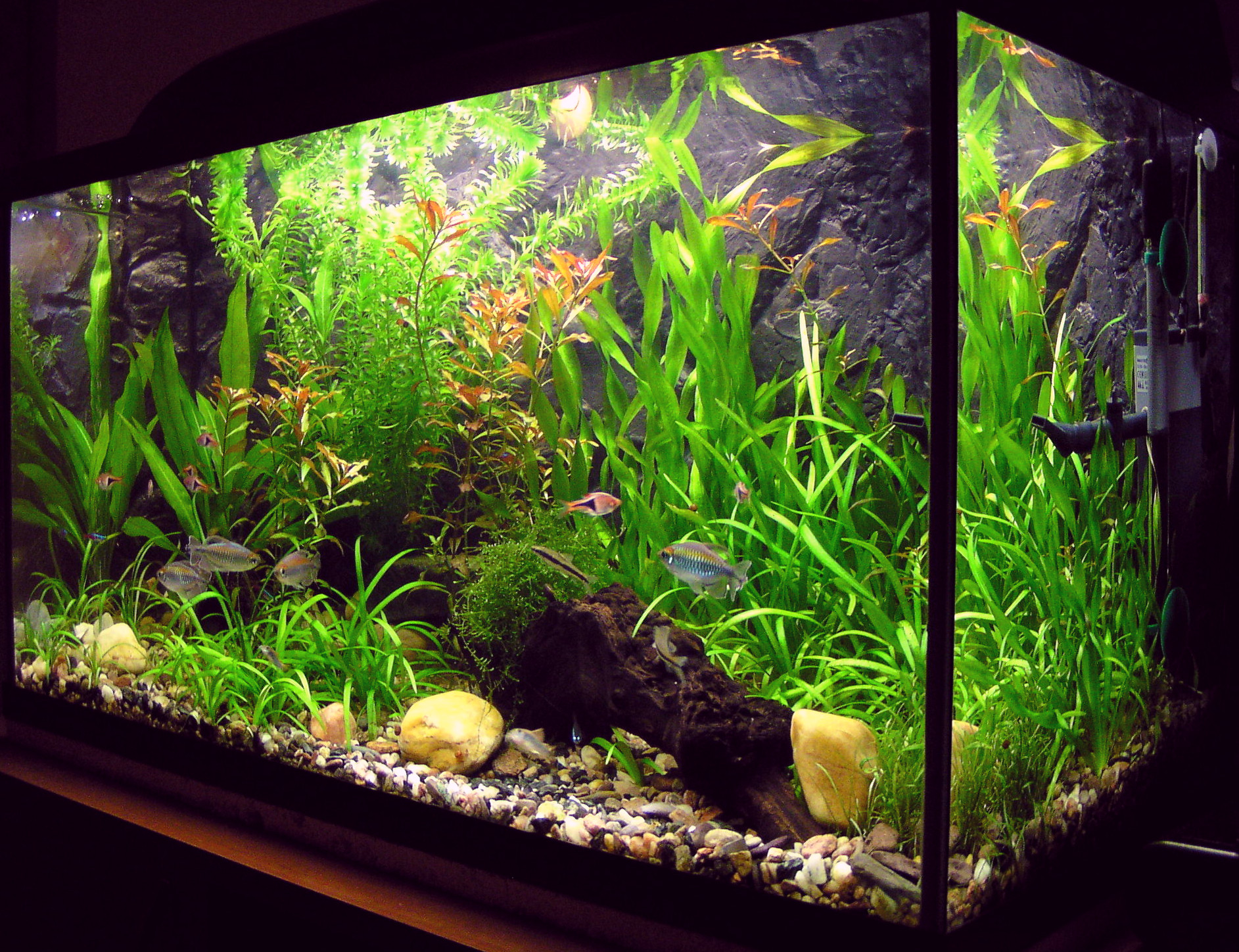
Domowe akwarium słodkowodne

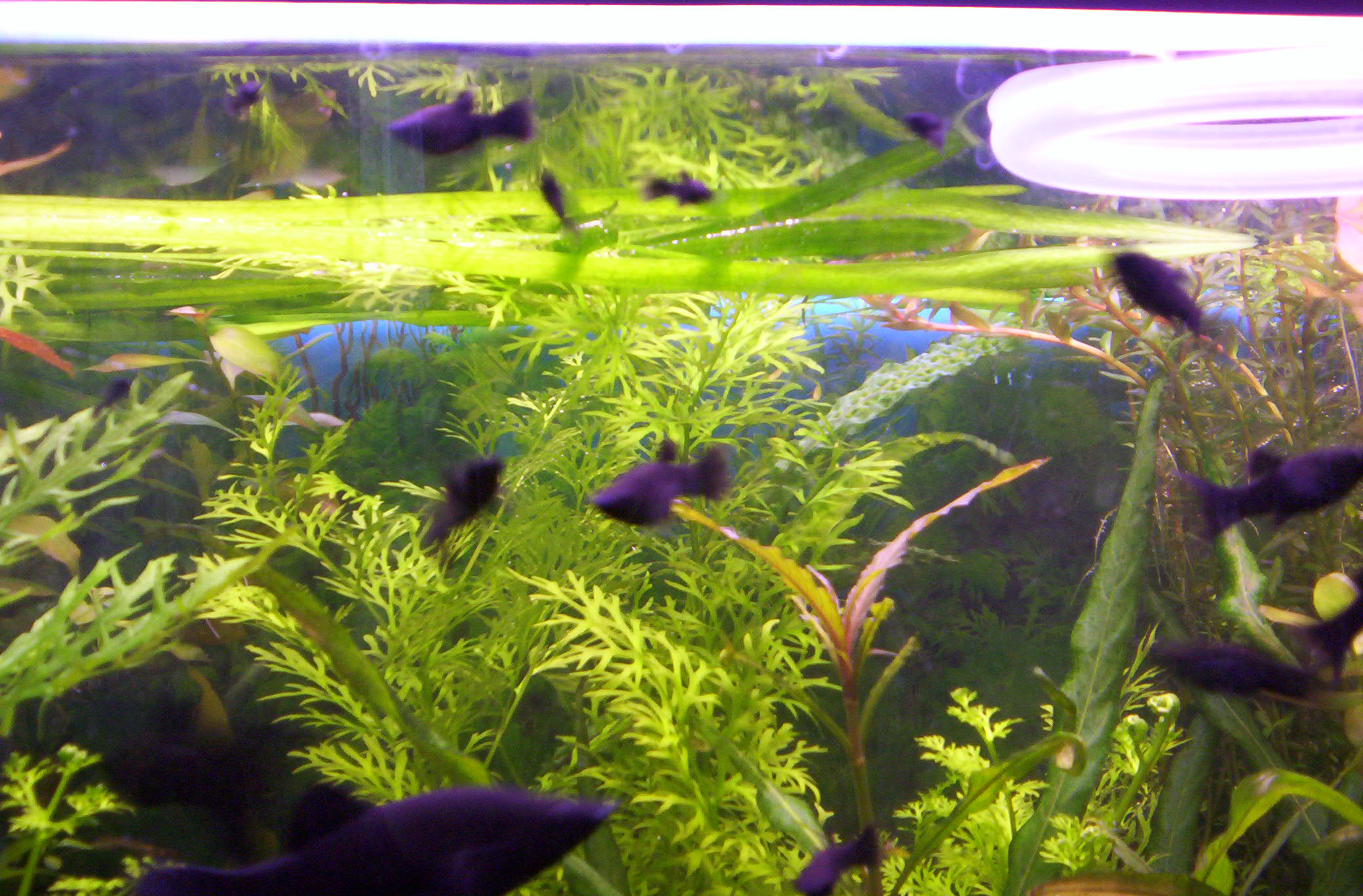
Akwarium z molinezjami

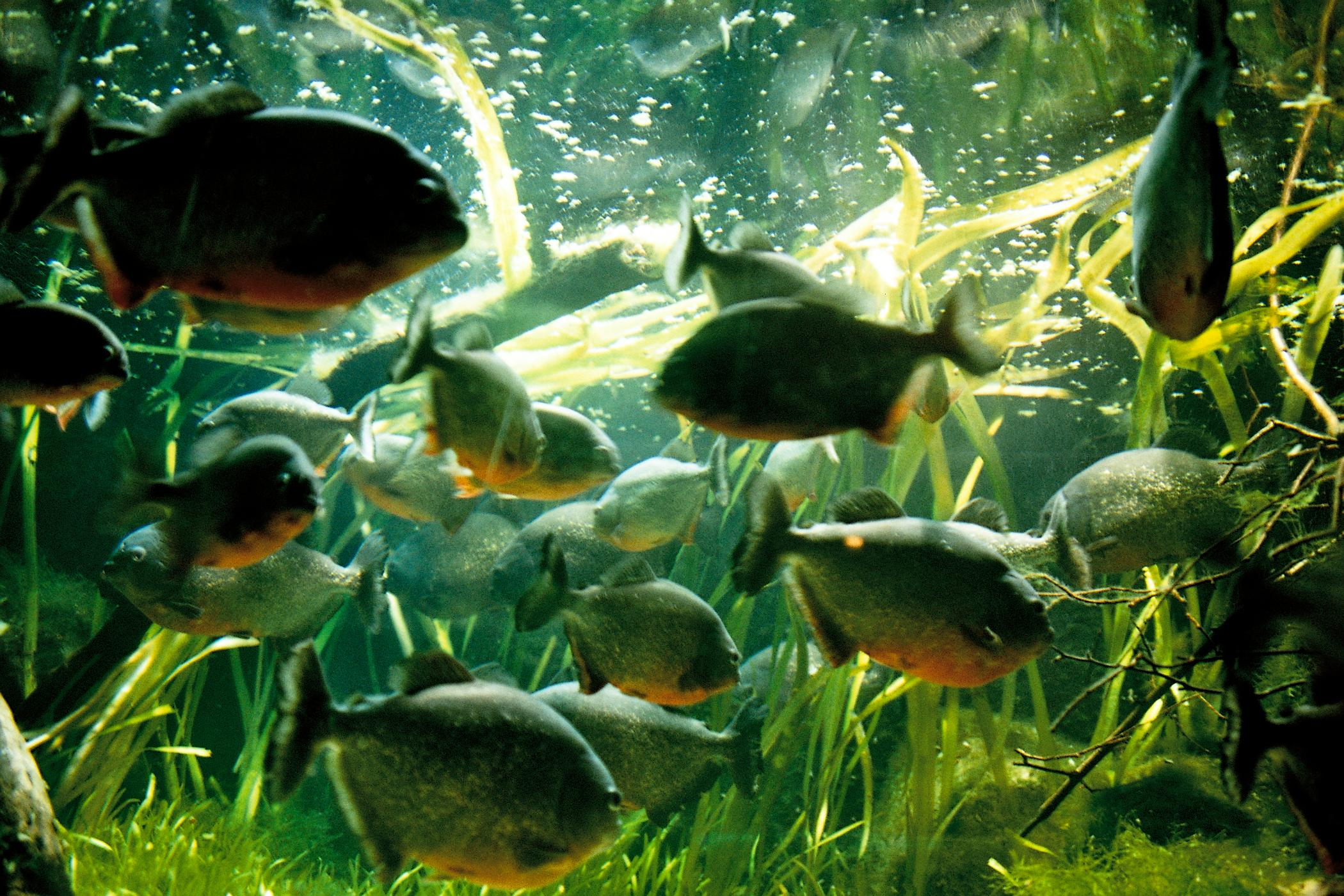
Akwarium z piraniami

Akwarystyka słodkowodna – dział akwarystyki, wiedza dotycząca hodowli zwierząt i roślin słodkowodnych w akwarium, amatorskie lub zawodowe zajmowanie się hodowlą organizmów słodkowodnych w akwariach.
W odróżnieniu od akwarystyki morskiej akwarystyka słodkowodna poświęcona jest hodowli zwierząt i roślin, żyjących wyłącznie w wodach słodkich.